# Phthiracarus montanus
Phthiracarus montanus är en kvalsterart som beskrevs av Pérez-Íñigo 1969. Phthiracarus montanus ingår i släktet Phthiracarus och familjen Phthiracaridae. Inga underarter finns listade i Catalogue of Life.